# Un flic nommé Lecoeur
Un flic nommé Lecoeur est une série télévisée policière de six épisodes de 52 minutes. Le premier épisode a été diffusé pour la première fois par France 2 le 7 juillet 2000.

## Synopsis
Victor Lecoeur (Eric Metayer) est un inspecteur de police solitaire et plein d'humour. Il mène souvent ses enquêtes avec des méthodes peu conventionnelles. 

## Distribution
- Éric Métayer : Victor Lecoeur
- France Zobda : Armoni Bellair
- Stéphane Jobert : Guilouette
- Magid Bouali : Nassim Belloumi
- Lucie Phan : Li-Xou
- Maïa Simon : Charlène Lecoeur
- Patrick Lambert : Barrier
- Serge Martina
- Yaëlle Trulès : Guillemette Charensseau

## Épisodes
1. Dans le béton réalisé par Alain Tasma
2. Sugar Baby réalisé par Alain Tasma
3. Lucille réalisé par Jean-Yves Pitoun
4. La Princesse réalisé par Jean-Yves Pitoun
5. Sans papiers réalisé par Jean-Yves Pitoun
6. Céline réalisé par Jean-Yves Pitoun